# Карре (Италия)
Карре (итал. Carrè) — коммуна в Италии, располагается в провинции Виченца области Венеция.
Население составляет 3603 человека (2008 г.), плотность населения составляет 450 чел./км². Занимает площадь 8 км². Почтовый индекс — 36010. Телефонный код — 0445.
В коммуне 15 августа особо празднуется Успение Пресвятой Богородицы.

## Демография
Динамика населения:

## Города-побратимы
- Компан, Франция (2004)

## Администрация коммуны
- Официальный сайт: http://www.comune.carre.vi.it/